# 无梗忍冬
无梗忍冬（学名：Lonicera apodantha），又名锐叶忍冬，为忍冬科忍冬属下的一个种。

## 扩展阅读
- 維基物種上的相關：无梗忍冬